# 영도여자고등학교
영도여자고등학교(影島女子高等學校)는 대한민국 부산광역시 영도구 동삼동에 있는 공립 고등학교이다.

## 학교 연혁
- 1975년 11월 14일 : 영도여자고등학교 설립 인가
- 1976년 3월 1일 : 초대 이기복 교장 취임 및 제1회 입학식
- 1997년 9월 1일 : 송백관 완공
- 2010년 2월 24일 : 자율형 공립학교 지정(2011.03.01~2016.02.29)
- 2011년 7월 8일 : 교육과학기술부 지정 2011대한민국 좋은 학교 선정
- 2012년 2월 16일 : 교육과학기술부 지정 창의경영학교 운영(2012.03.01~2015.02.28)
- 2015년 10월 12일 : 자율형 공립학교 재지정(2016.03.01~2021.02.28)
- 2023년 9월 1일 : 제22대 하인표 교장 취임
- 2023년 12월 29일 : 제46회 졸업식(129명, 누계 19,595명)
- 2024년 3월 4일 : 제49회 입학식(144명)

## 참고 자료
- 영도여자고등학교 - 한국교육학술정보원 학교알리미